# Comuna Dovha Prîstan, Pervomaisk
Dovha Prîstan (în ucraineană Довга Пристань) este o comună în raionul Pervomaisk, regiunea Mîkolaiiv, Ucraina, formată din satele Brid, Dovha Prîstan (reședința) și Zelena Levada.

## Demografie
Componența lingvistică a comunei Dovha Prîstan
     Ucraineană (93,86%)
     Rusă (3,94%)
     Română (1,67%)
     Alte limbi (0,08%)
Conform recensământului din 2001, majoritatea populației comunei Dovha Prîstan era vorbitoare de ucraineană (93,86%), existând în minoritate și vorbitori de rusă (3,94%) și română (1,67%).